# Бирдсли, Генри Кёртис
Генри Кёртис Бирдсли (англ. Henry Curtis Beardslee; 28 сентября 1865, Пейнсвилл, Огайо, США — 1 января 1948, там же) — американский миколог.

## Биография
Генри Кёртис Бирдсли родился 28 сентября 1865 года в городе Пейнсвилл штата Огайо. В 1883 году закончил Пейнсвиллскую среднюю школу и поступил в Оберлинский колледж. На следующий год перешёл в Адельбертский колледж при Вестерн-резерв университете, где получил степень бакалавра. В 1892 году Бирдсли была присвоена степень магистра. В 1893 году Бирдсли женился на Анне Форд. В 1901 году он основал Эшвиллскую школу, был её директором до 1919 года. В 1918 была издана монография Бирдсли, посвящённая сыроежкам Северной Каролины. Бирдсли был членом нескольких научных обществ, таких как Ботанического общества США, Микологического общества США, Ботанического клуба Торри и Британского микологического общества. Бирдсли скончался 1 января 1948 года в Пейнсвилле.

## Виды грибов, названные в честь Г. К. Бирдсли
- Exidia beardsleei Lloyd, 1920
- Lactarius beardsleei Burl., 1945
- Mycena beardsleeana Singer, 1943
- Polyporus beardsleei Lloyd, 1924 [syn.  Laetiporus persicinus (Berk. & M.A.Curtis) Gilb., 1981]